# Cholina
Cholina (kation 2-hydroksyetylotrimetyloamoniowy) – organiczny związek chemiczny, posiadający czwartorzędową grupę aminową, występujący najczęściej w postaci chlorku.

## Znaczenie biologiczne
Cholina wchodzi w skład niektórych fosfolipidów, a w szczególności lecytyny i sfingolipidów (głównie sfingomieliny). Fakt, iż lecytyna jest niezbędna dla normalnego rozwoju organizmu zwierzęcego, sprawił, że początkowo cholinę zaliczano do witamin z grupy B. Pogląd ten uległ zmianie, ponieważ cholina jest syntetyzowana w bardzo ograniczonym zakresie przez organizm ludzki. Dodatkowo ilości choliny potrzebne do sprawnego funkcjonowania są duże: 0,5–4 g dziennie.
Cholina uważana jest za substancję witaminopodobną ze względu na jej istotne znaczenie biologiczne. Cholina ma postać bezbarwnej lub białej krystalicznej substancji, silnie higroskopijnej, dobrze rozpuszczalnej w wodzie i etanolu, lecz nierozpuszczalnej w chloroformie i eterze. W wątrobie cholina tworzy się z N-metyloetanoloaminy według poniższego schematu:
Produktem pośrednim jest więc N,N-dimetyloetanoloamina, a dawcą grup metylowych, –CH3, np. metionina.

## Wybrane funkcje choliny

### Biosynteza acetylocholiny
Cholina jest prekursorem acetylocholiny. Synteza acetylocholiny z choliny katalizowana jest przez enzym – acetylotransferazę cholinową. Reakcja zachodzi w cytoplazmie zakończenia nerwowego.
- cholina + acetylo-CoA → acetylocholina + CoA

Rola choliny jako prekursora acetylocholiny jest szeroko badana, bowiem egzogenna cholina może być stosowana w leczeniu zaburzeń w układzie nerwowym. Terapię cholinową stosuje się m.in. w:
- dyskinezie pęcherzyka żółciowego
- pląsawicy Huntingtona
- chorobie Alzheimera
- ataksji

### Donor grup metylowych
Ważna funkcja biologiczna choliny to m.in. bycie donorem labilnych grup metylowych. Cholina służy jako dawca tych grup w biosyntezie różnych metylowanych związków. Utlenianie choliny do betainy zachodzi głównie w wątrobie i nerkach, a wytworzona betaina jest ważnym źródłem grup metylowych w procesach transmetylacji.
[HOCH2CH2N+(CH3)3)]OH− → [OHCCH2N+(CH3)3)]OH− → [HOOCCH2N+(CH3)3)]OH−

### Wytwarzanie fosfatydylocholiny (lecytyny)
Wytwarzanie lecytyny jest kolejną ważną funkcją biologiczną choliny. Biosynteza lecytyny może przebiegać dwiema drogami:
- Szlak główny, charakterystyczny dla mitochondriów

cholina + ATP → fosfocholina + ADP

fosfocholina + CTP → difosforan cytydylocholiny + PPi

difosforan cytydylocholiny + 1,2-diacyloglicerol → lecytyna + CMP

## Użycie w lecznictwie
Cholina w postaci salicylanu choliny w pastylkach do ssania pełni rolę nośnika grup salicylowych, które są wykorzystywane jako lek przeciwzapalny w doraźnym leczeniu bólu gardła.